# Farruca
La farruca (de l'arabe faruq) est une danse andalouse d'origine galicienne qui fait partie du répertoire du flamenco de haut niveau technique.

## Présentation
À l'origine, c'est une danse principalement masculine (très rarement féminine) exécutée en soliste. La farruca nécessite un jeu poussé de la frappe du talon sur le sol. En 1912, José Otero l'a décrite pour la première fois dans son traité de danse (Tratado de bailes).  Léonide Massine (1896-1979) introduit une farruca devenue légendaire dans son ballet Le Tricorne en 1919. Plus récemment, Antonio Gades (1936-2004) interpréte une farruca dans le film de Carlos Saura Carmen.
Le mot désigne également un rythme traditionnel de flamenco avec accompagnement à la guitare. Cette musique s’appuie sur des tons mineurs et elle suit le tempo du tanguillo.

## Structure musicale
La farruca est toujours de rythme binaire, 
, d'un tempo modéré mais très articulé, traditionnellement dans les tonalités mineures, notamment en la mineur ou en mi mineur.[réf. nécessaire]